# Congreso Permanente de Unidad Sindical de los Trabajadores de América Latina y el Caribe
El Congreso Permanente de Unidad Sindical de los Trabajadores de América Latina y el Caribe (CPUSTAL), creada el 24 de enero de 1964 en Brasilia, es una central sindical que reúne los trabajadores del continente Américano y el Caribe. Sucesora de la Confederación de Trabajadores de América Latina. Es la filial regional de la Federación Sindical Mundial (FSM).
Otras centrales sindicales de América son:
- Organización Regional Interamericana de Trabajadores (ORIT, sección de la CIOSL)
- Central Latinoamericana de Trabajadores (CLAT, sección de la CMT)

- Datos: Q2993177